# گفت‌آواز (اپرا)

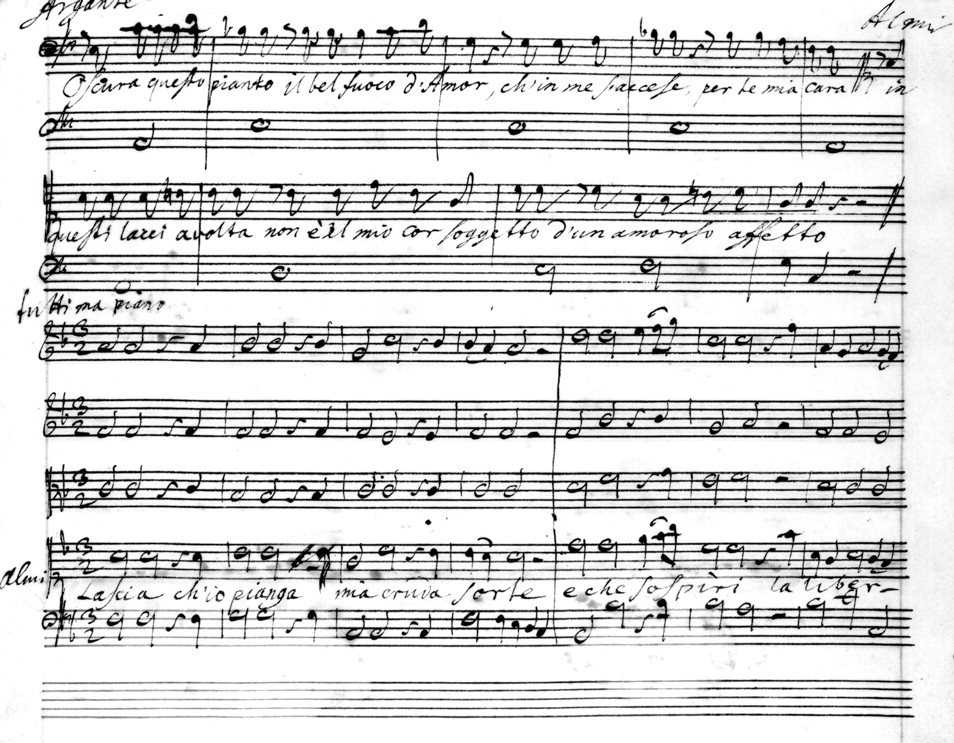
اولین گفت آواز از پرده دوم رینالدو

گفت‌آواز (به انگلیسی: Recitative، تلفظ: رسیتِتیو) (به ایتالیایی: recitativo، تلفظ: رچیتاتیوو) بخشی از اپرا است که به صورت مکالمه آوازی و خطابه‌مانند بیان می‌شود. گفت‌آواز در سیر نمایش نقشی پیش‌برنده دارد و رخدادهای جاری داستان را به‌سرعت و به گونه‌ای موجز بیان می‌کند.
آهنگسازان اپرا، اغلب پیش از ارائه آریا از یک گفت‌آواز، یعنی خطی آوازی که ریتم و اُفت و خیزهای زیر و بم در آن گفتارگونه است، بهره می‌گیرند. در یک گفت‌آواز، واژه‌ها به تندی ولی شمرده ادا می‌شود و اغلب چندین واژه با زیر و بم یکسان خوانده می‌شود. به‌طور معمول، در گفت‌آواز برای هر هجای کلام فقط یک نت به‌کار می‌رود - بر خلاف آریا که در آن ممکن است یک هجای کلام کشیده ادا شده و نت‌های بسیاری بر آن خوانده شود. 
گفت‌آواز غالباً پیش از آریا قرار می‌گیرد و تابع میزان‌های موسیقی نیست. در اپرای ایتالیایی گفت‌آواز در حقیقت رابط بین دو آریاست.

## گونه‌ها
- گفت‌آواز خشک recitativo secco, recitativo semplice: گفت‌آوازی که تنها با سازهایی همراهی میشود که صدای بم را اجرا می‌کنند.
- گفت‌آواز مقید recitativo obbligato: گفت‌آوازی که سازهای همراهی‌کنندهٔ آن، علاوه بر اینکه فضای هماهنگ را فراهم می‌کنند، بخشی از فضای لحنی یا انگاره‌ای را نیز اجرا می‌کنند.
- گفت‌آواز همراهی‌شونده recitativo accompagnato, recitativo stromentato: گفت‌آوازی که با همراهی ارکستر اجرا میشود.[۱]